# Heteroscada echo
Heteroscada echo är en fjärilsart som beskrevs av Fox 1967. Heteroscada echo ingår i släktet Heteroscada och familjen praktfjärilar. Inga underarter finns listade i Catalogue of Life.